# Frédéric Piquionne
Frédéric Piquionne (ur. 8 grudnia 1978 w Numei) – piłkarz francuski grający na pozycji napastnika.

## Kariera klubowa
Piquionne urodził się w Nowej Kaledonii. Piłkarską karierę rozpoczynał jednak na przedmieściach Paryża w klubach Charenton, a następnie Paris FC. W 1996 roku wrócił w rodzinne strony i grał w klubie z Martyniki, Golden Star. W 2000 roku został zauważony przez trenerów Nîmes Olympique i trafił do tego klubu, w którym rozegrał 8 meczów w Ligue 2 i zdobył w nich 3 gole.
Podczas gry w Olympique Piquionne został zauważony przez skautów Stade Rennais FC i latem 2001 podpisał z tym klubem profesjonalny kontrakt. W Ligue 1 zadebiutował 28 lipca w przegranym 0:5 meczu z AJ Auxerre. W swoim pierwszym sezonie strzelił 3 bramki w 20 meczach, a w sezonie 2002/2003 trenerem został Vahid Halilhodžić i Piquionne stał się pewniakiem do gry w składzie, a z 10 golami na koncie był najlepszym strzelcem zespołu. W sezonie 2003/2004 z Rennes podobnie jak rok wcześniej nie osiągnął jednak sukcesu w lidze, a sam zdobył tylko 5 goli.
Latem 2004 Frédéric przeszedł do AS Saint-Étienne. W ASSE zadebiutował 7 sierpnia w przegranym 0:1 meczu z AS Monaco. W nowej drużynie Piquionne stał się jedną z gwiazd i w sezonie 2004/2005 zdobył 11 bramek w Ligue 1, przyczyniając się do zajęcia przez Saint-Étienne 6. miejsca w lidze. W sezonie 2005/2006 po części zatracił skuteczność i tylko sześciokrotnie trafił do siatki rywali. Z ASSE wystąpił w finale Pucharu Intertoto, ale francuski klub nie zdołał awansować do Pucharu UEFA z powodu gorszego bilansu bramek z CFR Cluj.
Sezon 2006/2007 Piquionne rozpoczął w Saint-Étienne i zdobył 6 bramek, a zimą 2007 został wypożyczony do AS Monaco, w którym utrzymał formę z jesieni i wiosną strzelił 5 bramek dla klubu z Lazurowego Wybrzeża, z którym zajął 9. miejsce w Ligue 1.
31 lipca 2008 Piquionne podpisał 4-letni kontrakt z Olympique Lyon, który zapłacił za niego 4,5 miliona euro. Rok później został wypożyczony na jeden sezon do Portsmouth. Rozegrał tam 34 ligowe mecze i zdobył pięć goli.
16 lipca 2010 podpisał trzyletni kontrakt z West Ham United. W 2012 roku był wypożyczony do Doncastr Rovers. W 2013 roku został zawodnikiem Portland Timbers. W sezonie 2014/2015 grał w US Créteil-Lusitanos, a w 2015 trafił do Mumbai City FC.
| Sezon   | Klub                 | Kraj              | Rozgrywki      | Mecze | Bramki |
| ------- | -------------------- | ----------------- | -------------- | ----- | ------ |
| 1996/97 | Golden Star          | Martynika         | liga Martyniki | ?     | ?      |
| 1997/98 | Golden Star          | Martynika         | liga Martyniki | ?     | ?      |
| 1998/99 | Golden Star          | Martynika         | liga Martyniki | ?     | ?      |
| 1999/00 | Golden Star          | Martynika         | liga Martyniki | ?     | ?      |
| 2000/01 | Nîmes Olympique      | Francja           | Ligue 2        | 8     | 3      |
| 2001/02 | Stade Rennais FC     | Francja           | Ligue 1        | 20    | 3      |
| 2002/03 | Stade Rennais FC     | Francja           | Ligue 1        | 31    | 10     |
| 2003/04 | Stade Rennais FC     | Francja           | Ligue 1        | 32    | 5      |
| 2004/05 | AS Saint-Étienne     | Francja           | Ligue 1        | 37    | 11     |
| 2005/06 | AS Saint-Étienne     | Francja           | Ligue 1        | 34    | 6      |
| 2006/07 | AS Saint-Étienne     | Francja           | Ligue 1        | 18    | 6      |
| 2006/07 | AS Monaco            | Francja           | Ligue 1        | 14    | 5      |
| 2007/08 | AS Monaco            | Francja           | Ligue 1        | 32    | 7      |
| 2008/09 | Olympique Lyon       | Francja           | Ligue 1        | 19    | 2      |
| 2009/10 | Portsmouth           | Anglia            | Premier League | 34    | 5      |
| 2010/11 | West Ham United      | Anglia            | Premier League | 34    | 6      |
| 2011/12 | West Ham United      | Anglia            | Championship   | 20    | 2      |
| 2011/12 | Doncaster Rovers     | Anglia            | Championship   | 8     | 2      |
| 2013    | Portland Timbers     | Stany Zjednoczone | MLS            | 21    | 1      |
| 2014    | Portland Timbers     | Stany Zjednoczone | MLS            | 3     | 0      |
| 2014/15 | US Créteil-Lusitanos | Francja           | Ligue 2        | 29    | 8      |
| 2015    | Mumbai City FC       | Indie             | Super League   | 12    | 3      |

## Kariera reprezentacyjna
Piquionne ma za sobą występy w reprezentacji Martyniki, m.in. w Złotym Pucharze CONCACAF 2003. Martynika nie należy jednak do FIFA i Frédéric jest uprawniony do gry w reprezentacji Francji. W marcu został powołany przez Raymonda Domenecha na mecz z Litwą, ale w spotkaniu tym nie wystąpił. W kadrze zadebiutował 28 marca w wygranym 1:0 meczu z Austrią.